# Arroyo Aguiar
Arroyo Aguiar é uma comuna da província de Santa Fé, na Argentina.